# S Cancri
S Cancri är en kortperiodisk förmörkelsevariabel av Algol-typ (EA/DS) i stjärnbilden Kräftan.
Stjärnan har en magnitud mellan 8,29 och 10,25 med en period av 9,4845516 dygn.